# لیناکلوتید
لیناکلوتید (انگلیسی: Linaclotide) که در آمریکا و مکزیک با نام تجاری لینزس و در سایر نقاط جهان با نام کانستلا شناخته می‌شود، دارویی است که جهت درمان «سندرم روده تحریک‌پذیر با یبوست غالب» (IBS-C) و «یبوست مزمن بدون دلیل مشخص» به‌کار می‌رود. این دارو در ایالات متحده آمریکا دارای هشدار ثبت‌شده بر روی جعبهٔ دارو دربارهٔ خطر دهیدراسیون در کودکان است و اصولاً شایعترین عارضهٔ جانبی آن عوارض گوارشی است.
این دارو یک اُلیگو-پپتید آگونیست گوانیل‌سیکلاز 2C است: 108  که در پس از مصرف خوراکی، در مجرای گوارشی باقی می‌ماند. این دارو در سال ۲۰۱۲ در ایالات متحده آمریکا و اروپا تأیید شد.
این دارو در بانوان باردار آزمایش و بررسی نشده و معلوم نیست که در شیر مادر ترشح می‌شود یا خیر.